# Свети Георги (Велмей)
Вижте пояснителната страница за други значения на Свети Георги.
„Свети Великомъченик Георги“ (на македонска литературна норма: „Свети Ѓорѓи“) е възрожденска църква в охридското село Велмей, Република Македония. Църквата е част от Охридското архиерейско наместничество на Дебърско-Кичевската епархия на Македонската православна църква – Охридска архиепископия.
Църквата е разположена на доминантно място, на едно възвишение на североизточния дял на селото. Църквата е градена от дялан камък, с купол в средата и полукръгла апсида. Църквата е обновена в 1931 г. и в нея се намират икони от XVII и XVIII век.